# Большая Контайка
Большая Контайка — река в России, протекает по территории Ленского района Якутии, правый приток реки Лены. Длина реки — 174 км, площадь водосборного бассейна — 1710 км².
Протекает через леса вдали от населённых пунктов. Русло извилистое. Впадает в реку Лену напротив села Батамай на расстоянии 2472 км от её устья. Высота устья — 153 м над уровнем моря.
По данным государственного водного реестра России относится к Ленскому бассейновому округу. Код водного объекта 18030300212117200001734.